# 邊境㹴
边境㹴（英語：Border Terrier）是一种来自英国的㹴犬，体型细小，成犬身高（至肩膊）28-41厘米，重5.2-7.0公斤，與丹迪丁蒙㹴和貝林登㹴有共同祖先。

## 描述

### 外觀

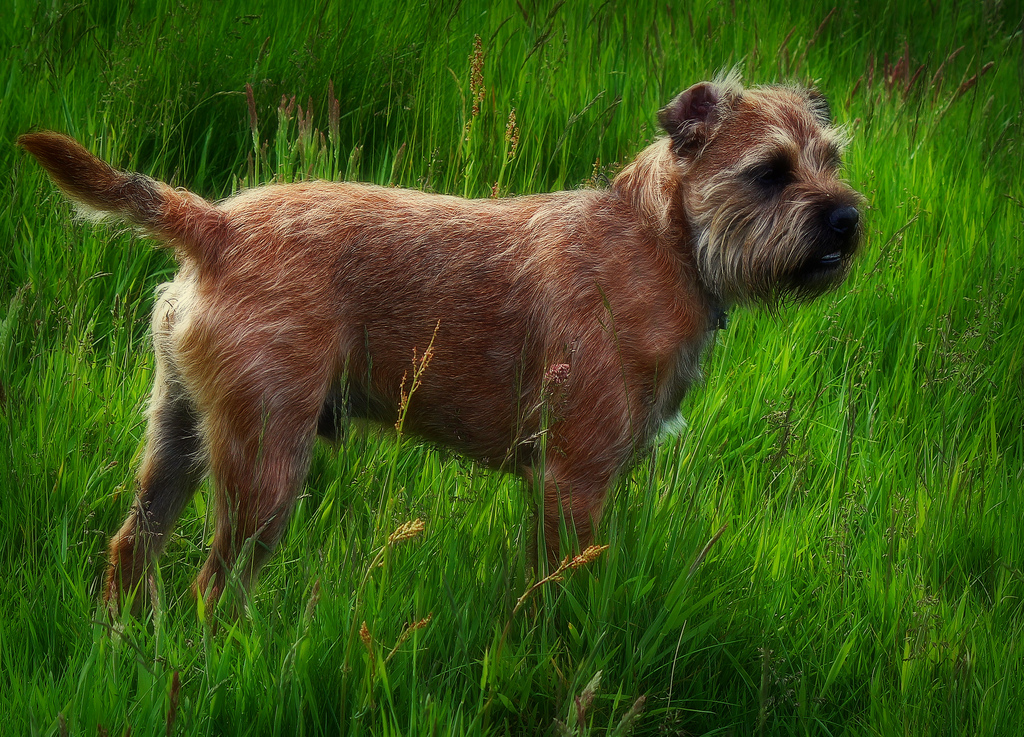

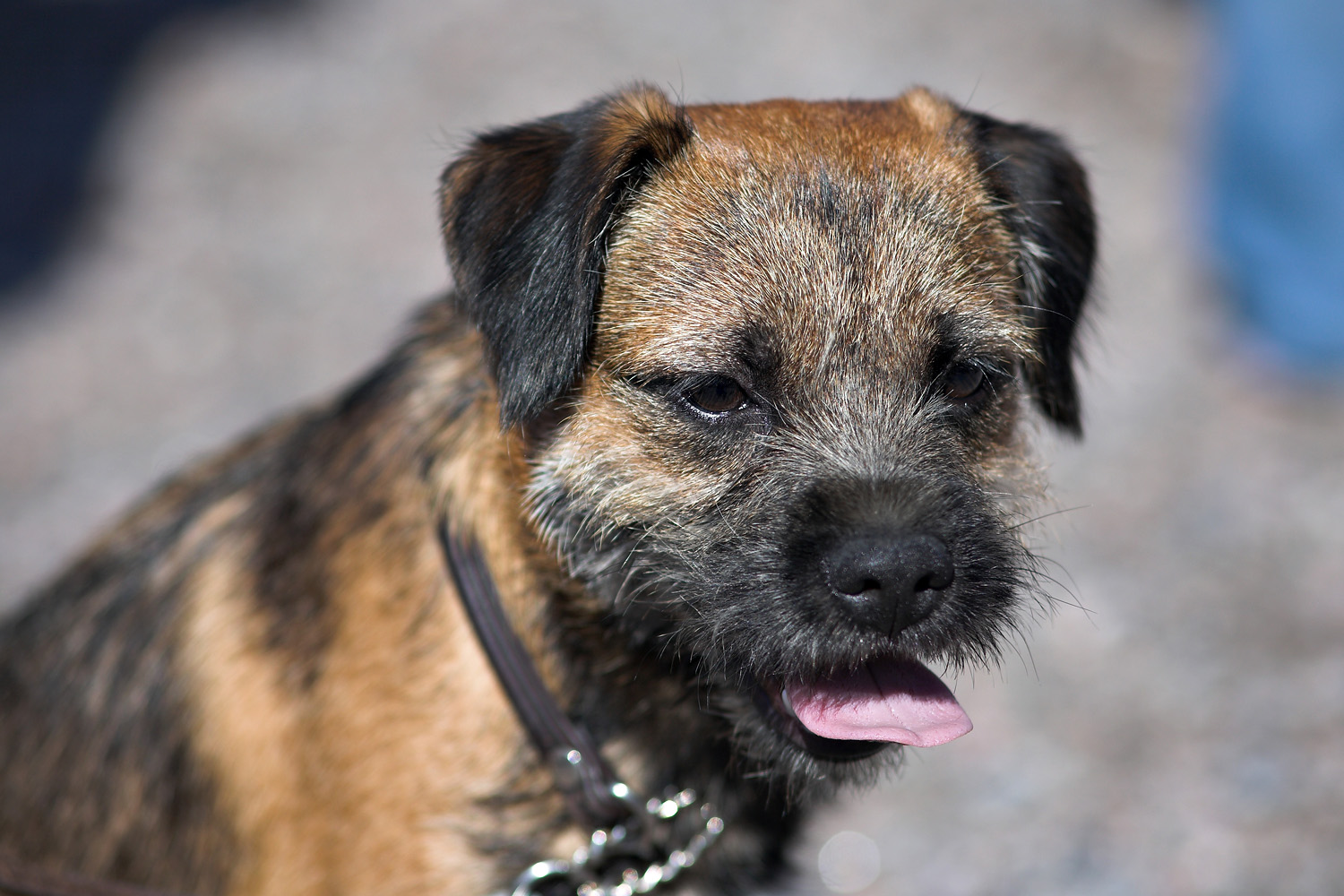

邊境㹴的頭部形似水獺；毛色為灰及黃褐色、藍及黃褐色、紅色，或小麥色；尾巴稍短，從較粗的根部逐漸縮小。